# Kaura Namoda
Kaura Namoda – miasto w Nigerii, w stanie Zamfara. Według danych szacunkowych na rok 2009 liczy 35 466 mieszkańców..